# دهويه (مقاطعة فيروزآباد)
دهويه (بالفارسية: دهویه) هي قرية تقع في قسم جايدشت الريفي في إيران. يقدر عدد سكانها بـ 109 نسمة بحسب إحصاء 2016.